# Шакараву
Шакараву (канн. ಷಕಾರವು) — ша, буква алфавита каннада, обозначает глухой ретрофлексный шипящий согласный [ʂ]. Конструктивно буква «ша» является модификацией буквы «па» (ಪ). Графическое родство букв «па» и «ша» характерно для большинства индийских алфавитов.
Кагунита: ಷಾ , ಷಿ , ಷೀ , ಷು , ಷೂ , ಷೃ , ಷೆ , ಷೇ , ಷೈ , ಷೊ , ಷೋ , ಷೌ .
Подстрочная форма написания в лигатурах называется шаотту:
- Шаотту (каннада)
- Шаватту (телугу)
- Гемпелан са сапа (бали)